# Josh Greenfeld
Joshua Greenfeld, dit Josh Greenfeld, est un écrivain, un dramaturge et un scénariste américain né le 27 février 1928 à Malden (Massachusetts) et mort le 11 mai 2018 à Los Angeles.

## Biographie
Josh Greenfeld naît à Malden (Massachusetts) mais grandit à Brooklyn. Il fait ses études à l'université du Michigan et à l'université Columbia.
Il rencontre sa femme, Fumiko Kometani, en juin 1960. Ils vivent d'abord à New York, Josh enseignant l'écriture théâtrale à l'université de New York et l'anglais au Pace College, puis travaillant comme rédacteur pour Newsweek. Ils déménagent ensuite au Japon pour quelques années. Karl, leur premier fils, naît là-bas, et Noah, le deuxième, naît en 1966 peu après leur retour à New York.
Mais, vers 2 ans, Noah devient autiste et cette maladie va être à l'origine d'une partie de l'œuvre de Greenfeld. Un autre de ses fils, Karl Taro Greenfeld, devient également écrivain.

## Théâtre
- Clandestine on the Morning Line
- I Have a Dream
- The Last Two Jews of Kabul
- Whoosh!
- Canal Street

## Littérature
- 1972 : A Child Called Noah: A Family Journey
- 1979 : A Place For Noah
- 1984 : The Return of Mr. Hollywood
- 1987 : A Client Called Noah: A Family Journey Continued

## Filmographie
- 1974 : Harry et Tonto, de Paul Mazursky
- 1978 : Lovely: A Circle of Children, Part II, téléfilm, de Jud Taylor
- 1980 : Oh, God! Book 2, de Gilbert Cates

## Nominations
- Oscars du cinéma 1975 : Oscar du meilleur scénario original pour Harry et Tonto
- Writers Guild of America Award 1975 : meilleur scénario original pour Harry et Tonto